# Vladimír Suchý
Vladimír Suchý (15. května 1923 Praha – 21. června 1998 Praha) byl český malíř, hudebník a pedagog.

## Život
Vladimír Suchý se narodil 15. 5. 1923 v Praze, kde také 21. 6. 1998 zemřel.
Nejprve se vyučil strojním zámečníkem, poté se živil jako profesionální hráč na basu v různých jazzových kapelách, po absolvování AVU se (s malými přestávkami) věnoval výhradně výtvarné tvorbě. Ateliér, ve kterém pracoval, a kam denně docházel, měl nedaleko svého bytu, v šestém patře činžáku ve Vršovicích, v Čeljabinské ul., Praha 10. Nejen sousedství jejich tvůrčích prostor, ale i silné osobní přátelství Suchého spojovalo s kolegou, malířem Jindřichem Hegrem (1933-2015). Oba (spolužáci z akademie) představovali svými odlišnými povahami, ale i fyziognomií, živoucí důkaz toho, že protiklady se přitahují.
Suchý byl ženatý, měl jednu dceru.

## Dílo
Patřil k výrazných představitelům střední poválečné generace českých malířů. V letech 1950–1957 studoval na Akademii výtvarného umění v Praze, v ateliéru figurální malby u prof. Vlastimila Rady (1895–1962). V tomto období na Akademii působila řada dalších umělců a pedagogů zvučných jmen, např. Vratislav Nechleba, Karel Souček, Vladimír Sychra.

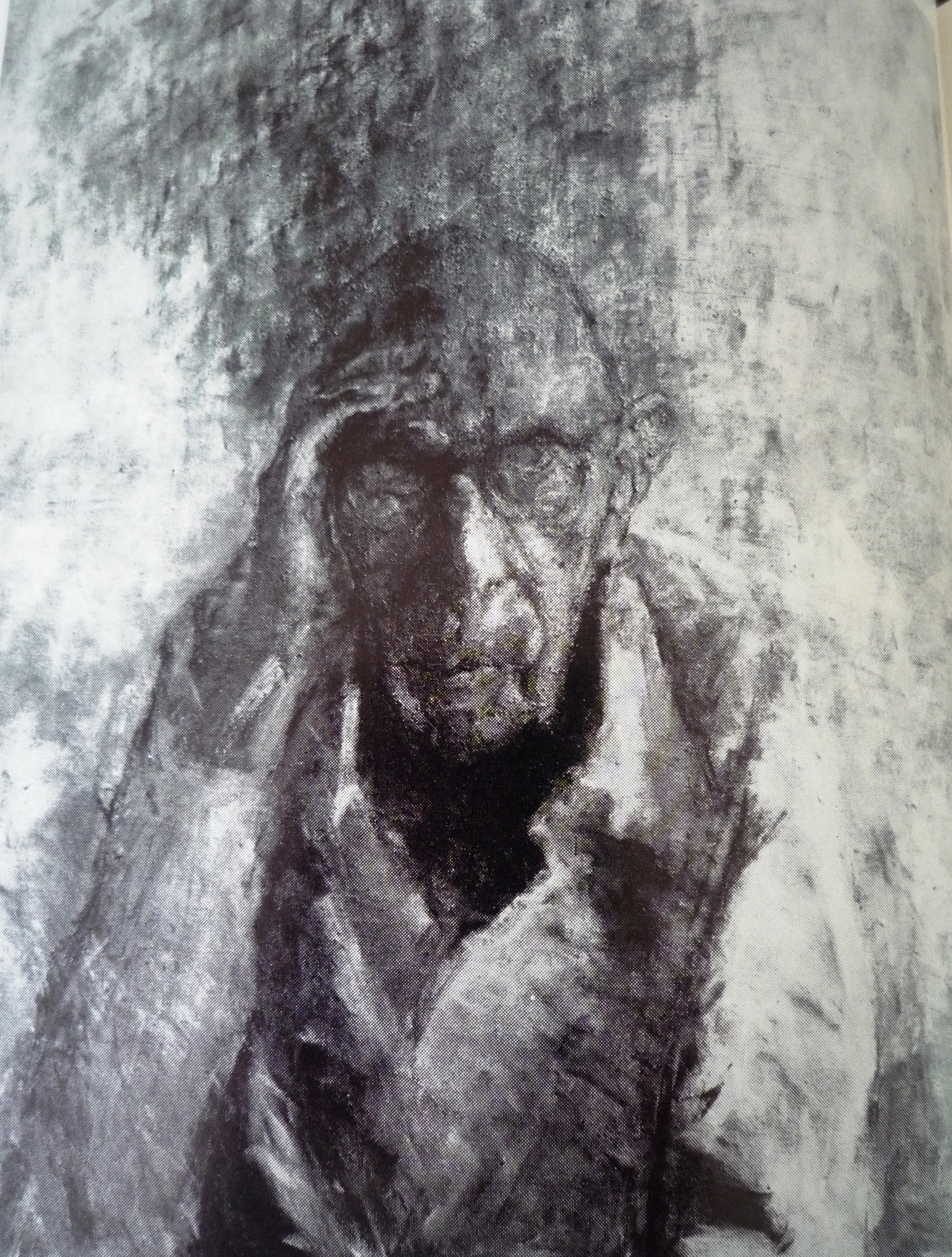
portrét Igora Stravinského

Jeho první malířské kroky byly poznamenány akademickou školní výukou, především příkladem historizující malby. V. Rada byl nejen figuralistou, ale i krajinářem, byl to žák staré grafické školy Švabinského, prof. Preislera a Štursy.
Zároveň Suchého, jako i další jeho vrstevníky (např. Miroslav J. Černý), ovlivňovalo soudobé světové moderní umění (F. Bacon, J. Dubuffet aj.). Proti tradičně konzervativnímu charakteru výuky, který Akademie představovala, se nastupující umělecká generace v průběhu doby často vymezovala. V souladu nejen s českým (např. vliv konference o Franzi Kafkovi, v roce 1963 v Liblicích), ale i evropským vývojem tak i Suchý záhy dospěl k individuálnímu výrazu a strukturám, do kterých se promítaly jeho životní pocity i dobová atmosféra. Jeho obrazy však nebyly jen temně existenciální, jako u některých dalších umělců (Vladimír Fuk) té doby, vyzařuje z nich komplexní vnímání světa, je v nich řád. V šedesátých, i počátkem sedmdesátých let jeho tvorba procházela obdobím expresivního realismu, dokladovaným sice tmavými barvami, a častým používáním dramaticky odstíněných černých ploch, koloritem, vzniklým díky poměrně dlouho přetrvávajícímu vlivu prof. Rady, ale současně se ve všech Suchého obrazech projevují jeho hudební zkušenosti a prožitky, především z jazzu. Inspirací mu byla nejen literatura a filozofie, také film, divadlo. Přes své racionální založení se rád oddával pohledu na dno lidské duše, tedy emocím, podvědomí, instinktu, okamžitému rozpoložení, spontaneitě. Kladl velký důraz na zobrazování atmosféry, především duševních pochodů a vnitřního života postavy, jejímu autentickému vyznění.
Suchý vždy maloval zcela srozumitelně, dokonale ovládal malířské řemeslo i výtvarné techniky, často v euforii, v průběhu své tvůrčí umělecké práce, odkládal štětce a špachtle, a používal pouze své prsty. V pozdějším období (1970–1980) k olejovým barvám přidával i nově objevené, a v té době malíři oblíbené, pryskyřičné pojivo akronex. O svém díle měl vždy jasnou počáteční představu, tu pak upřesňoval v procesu tvorby, třeba i podle povahy a chování použitého materiálu.
Expresivní realismus zároveň souvisel s umělcovým zájmem o společensky kritická témata, kterým se věnoval nejen ve figurální tvorbě, ale i v portrétech. Uměl dokonale vystihnout společenskou determinovanost člověka, jeho charakter i složité duševní pochody, uměl odhadnout lidské vlastnosti. V průběhu 70 let se rozvíjí jeho dílo ve dvou hlavních směrech – jsou to vyhraněná společenská témata a posléze portréty. Nejznámější jsou cykly Sluhové boží (1968), Hráči a Kibicové (1969–1970), Portrét rejdaře (1972). Suchý se v těchto obrazech projevil jako na slovo vzatý režisér všech složitých psychologických dějů postav svých obrazů. Smysl pro napětí, empatii a kritický žánr uplatňoval i nadále – obrazy Narkomani (1973), Sadismus (1976) strhují dynamičností a vnitřním napětím, současně vyjadřují ve složitosti situace i možnost pozitivního duchovního sdělení. Mnohdy drsný výraz je vyvážen vytříbeným estetickým cítěním, s intuitivně přesným členěním plochy a prostoru. Dramatické vibrace najdeme také v cyklech Profesionální box (1976–1977), i v pozdějších sociálně kritických motivech cyklu Z polosvěta (1978), kde realizoval Suchý také své osobité výtvarné pojetí.
K těmto tématům se v průběhu dalších let několikrát vracel, opakovaně je zpracovával i ve svých portrétech (kterým se znovu intenzivně věnoval také po roce 1989, při své spolupráci se zahraničními galeriemi – Německo, Holandsko). Součástí jeho práce byla i pedagogická činnost, ve svém ateliéru pořádal občasné kurzy večerního kreslení.

### Portrét
V sedmdesátých letech začaly v Suchého tvorbě převažovat portréty, hrály stále větší úlohu. V nich vyjadřoval nejen pozitivní vztah k zobrazované osobnosti, ale i k jejím aktivitám a k vyjádření jejího charakteru. Vytvořil velkou řadu podobizen nejen kolegů malířů, ale i významných českých i světových osobností, umělců, vědců aj. Při tvorbě portrétu Suchý plánovitě zcela vynechal charakteristiku prostředí, její atributy, ale soustředil se pouze na vnitřní svět portrétované osoby, snažil se zdůraznit spíše symbolické vyznění díla. Vynikající je portrét Igora Stravinského z roku 1972, obsahující především díky koloritu a kompozičnímu řešení nejen intenzivní prožitek z člověka samotného, ale i silný hudební náboj. Podobné vyznění je patrné i u portrétu Josefa Šímy, nebo u jejich společného portrétu z téhož roku (1972), a také u portrétu Bohuslava Reynka (1975). Důležitým prvkem obrazu pro Suchého zůstala stále kompozice, zajímavým vývojem však prošla barevnost jeho palety. Do poloviny 70 let se objevovaly v jeho podobiznách ještě staré mistrovsky tmavé tóny, vliv akademismu, pak ale začal směřoval k jasnějšímu prosvětlení obrazu a větší barevnosti. Přes mnohdy drsnější a divočejší výraz portrétu vyznívají jeho obrazy jemně, křehce a kultivovaně, jindy nechybí lehká ironie i nadhled.

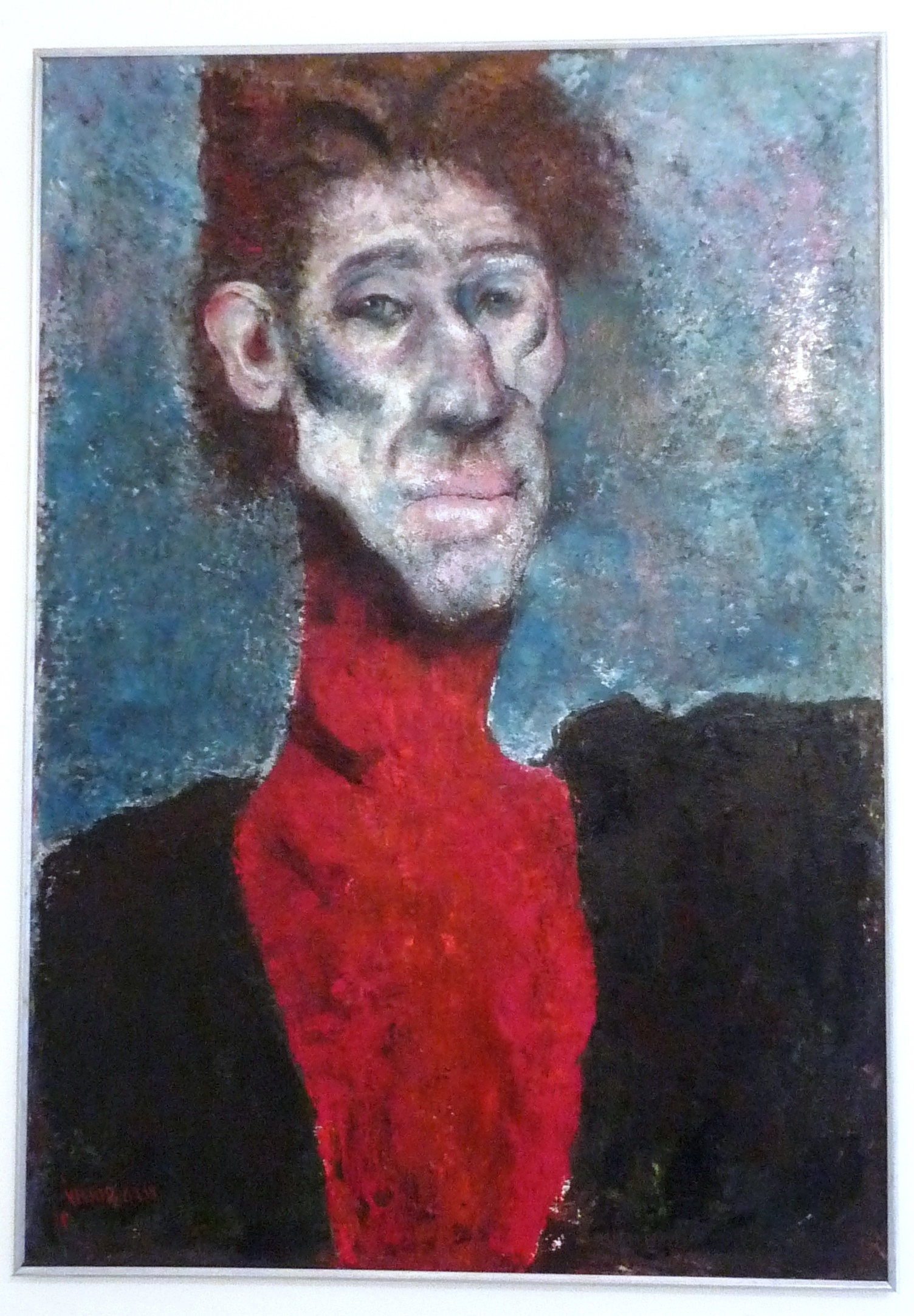
z cyklu Narkomani

Mezi stylově přechodová díla (mezi tmavými a světlými barevnostmi) patří portrét cellisty Pabla Casalse (1976), Pabla Picassa (1976), Fidela Castra (1977), Joana Miróa (1977), Josefa Sudka (1977), Oskara Kokoschky (1987).
Následující portréty Jana Zrzavého (pracoval na nich intenzivně především po jeho smrti, od roku 1978), který byl nejen jeho malířským kolegou ale i přítelem, a Suchý jej zobrazil několikrát, jsou dokonalým příkladem psychologického vstupu do nitra osobnosti, kdy např. obraz Zrzavého postavy v monumentální pojetí, připomínajícím malířský pomník, současně působí dojmem pohádkového kmeta, s něžně romantickou zasněností.
Suchý dokázal Zrzavého ztvárnit tak, že se v jeho tváři snoubí bystrý, pronikavý pohled s velkou, klidnou životní a uměleckou moudrostí. Zároveň je to portrét sebevědomého umělce, jehož krédo došlo naplnění, je v něm ale vidět i křišťálová čistota jeho charakteru a dojemná, až dětská, člověčí plachost.
K portrétní dokonalosti v zobrazení tohoto malíře došel Suchý nakonec použitím bělostných, stříbřitých tónů barev, dodávajících portrétu téměř něco nadpozemského, až posvátného. Dva z jeho obrazů (1985, 1995) jsou provedeny pouze v těchto jemných světlých barvách, kdy pod září oduševnělosti je však jasně rozeznatelná zemitost (hnědé tóny) vlastního umění Jana Zrzavého, který sám nikdy ve svém magickém realismu neztratil niterný kontakt se skutečností, se životem své rodné země.

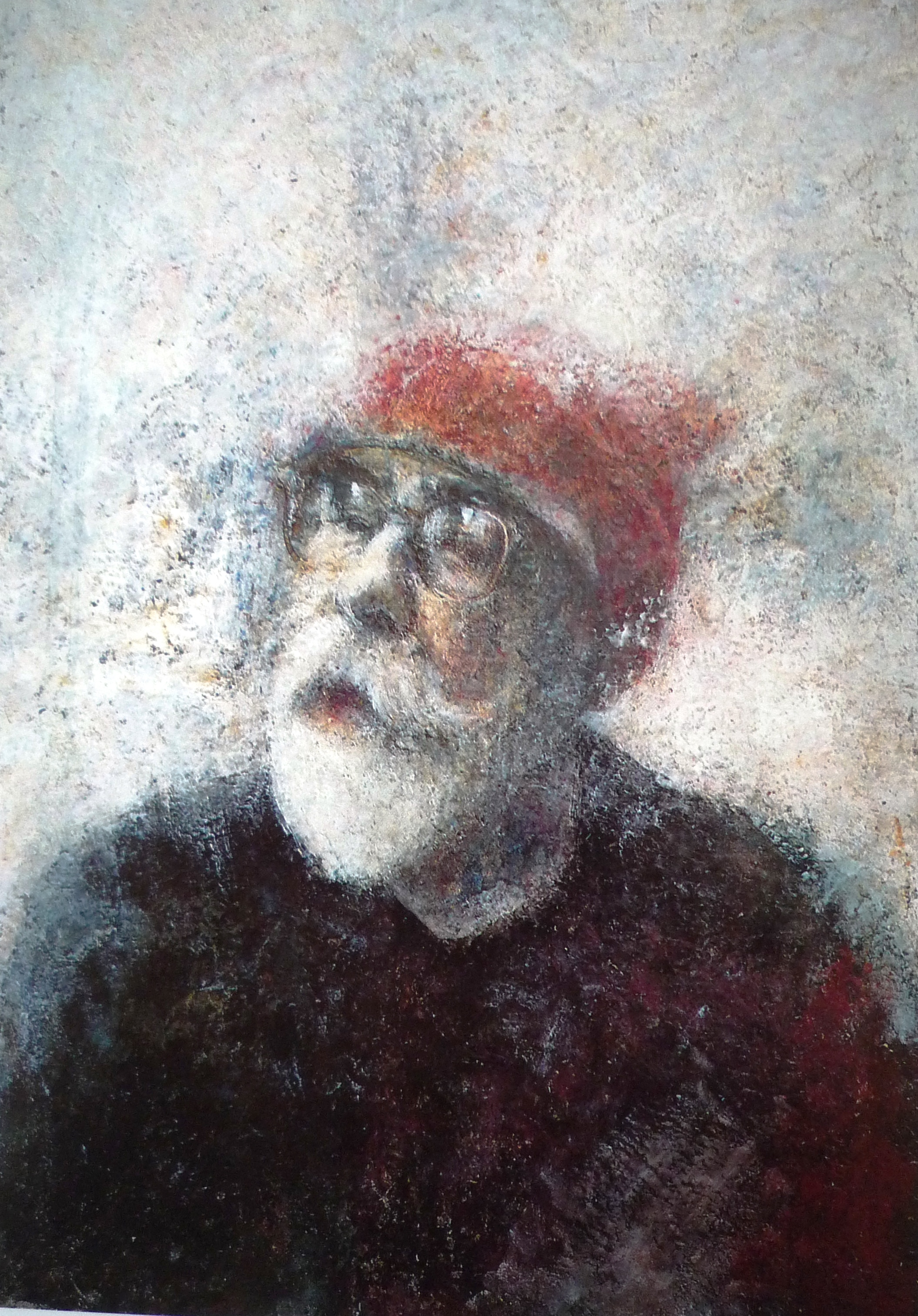
portrét Jana Zrzavého

V dalším období byla barevnost Suchého portrétů určována především bílou barvou, s bohatými odstíny šedých, růžových a zelenavých tonů, které navozovaly dojem záření a jiskření, jejichž vlny zachycovaly jemnější pohyby vnitřního světla modelu.
K hlavním a výtvarně důležitým obrazům tohoto období patří také portréty Viléma Nowaka (1977). V jeho očích najdeme jiskru tvůrčího zanícení, stejně jako je v nich obsažena i předtucha blízkého konce, moudrá životní vyrovnanost i nezdolnost jeho ducha.
Malířská poetika v portrétech Suchého je nesporná, vždy je podřízena vnitřní aktivitě modelu a zobrazované skutečnosti, ale zároveň umocněna a přebásněna výtvarnými kvalitami a umem umělce. Historik umění PhDr. Dušan Konečný (1928–1983) doslova napsal: „Se jménem Suchý je spjata renesance českého portrétního umění, jeho vysokých uměleckých a lidských hodnot.“ Obrazy jsou bez zbytečných profesních atributů a prostorových elementů, v dokonalé rovnováze mezi psychologií a fyziognomií aktéra, bez mnohomluvných gest. Vedle portrétů významných osobností (např. Jana Wericha, Franze Kafky, Ladislava Peška, ale i Johna Lennona, Micka Jaggera aj.) maloval Suchý i lidi z ulice, většinou opakovaně, v několika významově modulovaných variantách, podřízených autorově vlastní, kultivované estetice a profesní moudrosti, ale i průběžnému poznávání osobnosti a osobitosti samotného portrétovaného člověka.

### Figura
Již od dob studia byl Suchý skvělým figuralistou, proto možná začal v 80 letech vytvářet stále větší počet figurálních děl.

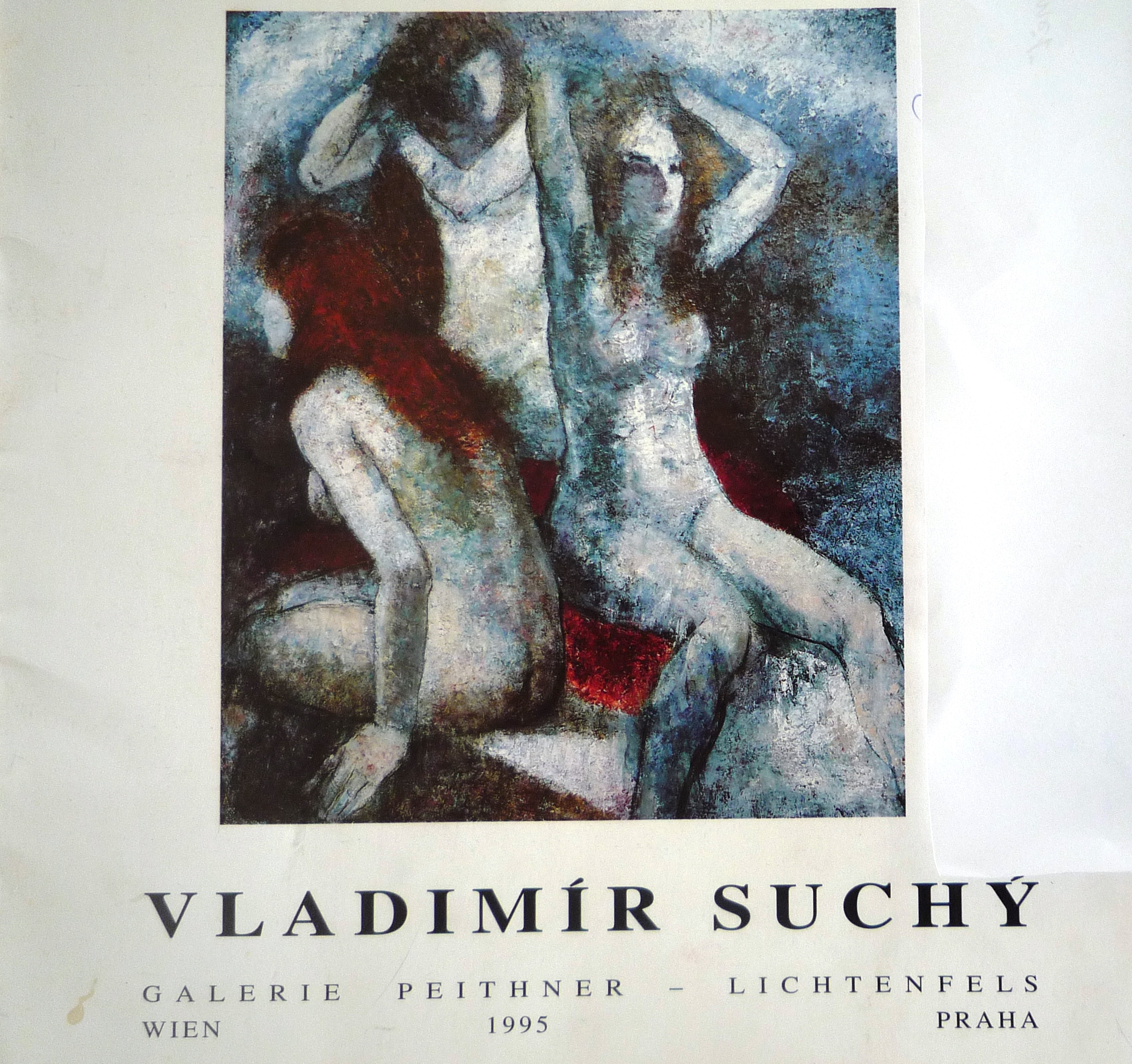
Koupání, katalog 1995

Nejpoutavějšími v další tvorbě Suchého jsou obrazy s náměty rodiny, ale i skupinové portréty, díla, na nichž je ztvárněna žena jako symbol života a krásy. Jeho figury se na chvíli pomyslně zastavily v čase a prostoru, chtějí spolu přirozeně komunikovat, setkávat se bez postranních úmyslů, než se zase vrátí do normálního života. V tomto období zkoušel pracovat s fotografií (podobně jako A. Mucha), jako součást své experimentální činnosti ji využíval jako podkladu k přetvoření, přebásnění reality. Svědčí o tom přesnost charakteristiky zobrazovaných objektů, ale i jistá, snad záměrná, strnulost póz a výrazů tváří, charakteristická pro počátky fotografie.
Po obrazech s námětem rodiny pokračoval obrazy žen a dívek. Ani tady nechybí výrazová symbolika tváří a vysoká kultura malby. K nejlepším obrazům tohoto období patří společný portrét umělcovy dcery – Věra s Milenkou (1981), a ženské akty – Stojící akt (1982), Koupání (1982), všechny s jemnou, kultivovanou svěží barevností. U aktů je více pozornosti věnováno bohatě promalovanému akcentu tělesnosti, je zde nekonečná škála odstínů kůže, významnější roli hraje pohyb a gesto zobrazených postav. V tematice rodinného života dospěl k svébytnému, osobitému výtvarnému projevu, zachovávajícímu intimitu námětu. Všechna svá díla maloval Suchý nepřetržitě, bez zaváhání, snad i tvrdošíjně, jakoby v malování hledal smysl své existence, a to i v době malého zájmu o klasické umění (obrazy, sochy), kdy převažoval zájem o jiné způsoby uměleckého vyjádření, např. o instalace, informely, různé destrukce a konstrukce apod.
Kvalita Suchého díla a jeho malby, která vždy vycházela z tradičního, dokonale zvládnutého řemesla, spočívá nejen v jeho mnohostrannosti, ale především v jeho senzitivnosti a schopnosti empatického vnímání zobrazovaného, navíc v každém obraze divák cítí autorovu radost z malování, i jasný umělecký názor, za kterým si Suchý, ve svém prostoru mezi iluzí a realitou, vždy stál.

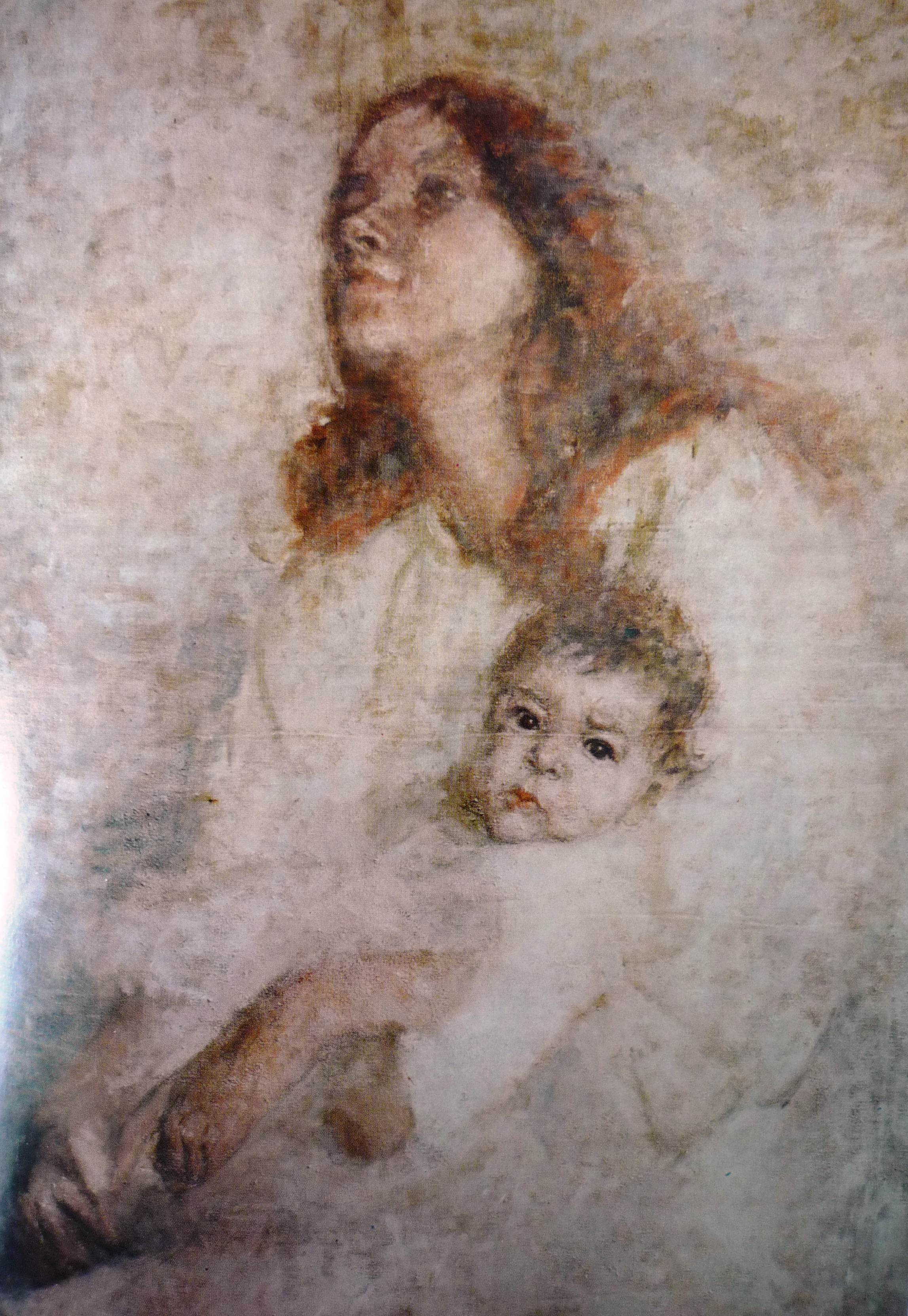
Věra s Milenkou

V začátcích figurální a portrétní malby byl Suchý ovlivněn tvorbou A. Modiglianiho a G. Rouaulta (např. portréty slavných – A. Giacometti, F. Tichý, V. Makovský).

### Zastoupení ve sbírkách
Díla Vladimíra Suchého jsou zastoupena ve sbírkách i ve stálých expozicích, např. v Národní galerii Praha, Galerii hl. m. Prahy, Českém muzeu výtvarných umění, regionální galerii v Plzni, Litoměřicích, Olomouci, v Galerii výtvarného umění v Havlíčkově Brodě, Galerii moderního umění v Roudnici nad Labem aj. Najdeme je nejen v mnoha galeriích, ale i v soukromých sbírkách po celém světě – v Čechách, Rakousku, Švýcarsku, Německu, Holandsku, Francii, USA a Japonsku.
Své obrazy Suchý vystavoval na mnoha výstavách doma i v zahraničí, samostatně, autorsky, ale i na výstavách společných.
Od roku 1974 byl členem Svazu československých výtvarných umělců.
Od roku 1992 byl členem malířské sekce Association de Salon d´Automne v Paříži.

### Výstavy (výběr)
autorské:
| 1971/09/23 – 1971/10/24 | Vladimír Suchý, Galerie bratří Čapků, Praha                                                |
| 1972/10                 | Vladimír Suchý: Obrazy, Zámek Nelahozeves, Nelahozeves (Mělník)                            |
| 1974/04 – 1974/05       | Vladimír Suchý, Galerie Nová síň, Praha                                                    |
| 1978/09/06 – 1978/10/08 | Vladimír Suchý: Obrazy 1975 / 78, Galerie Nová síň, Praha                                  |
| 1983/02/17 – 1983/04/03 | Vladimír Suchý: Obrazy z let 1968–1983, Východočeská galerie, Pardubice (Pardubice)        |
| 1983/04/14 – 1983/05/15 | Vladimír Suchý: Obrazy z let 1968–1983, Galerie výtvarného umění v Mostě, Most (Most)      |
| 1983/05/31 – 1983/07/03 | Vladimír Suchý: Obrazy z let 1968–1983, Galerie Václava Špály, Praha                       |
| 1983/10/12 – 1983/11/06 | Vladimír Suchý: Obrazy z let 1968–1983, Galerie Jaroslava Krále, Brno (Brno-město)         |
| 1986/11/20 –            | Rodina z Lidic zasloužilého umělce Vladimíra Suchého, Vysoká škola politická ÚV KSČ, Praha |
| 1988/01 – 1988/02       | Vladimír Suchý: Portréty a kompozice, Mánes, Praha                                         |
| 1995/06/01 – 1995/06/25 | Vladimír Suchý, Galerie Peithner-Lichtenfels Praha, Praha                                  |
|                         |                                                                                            |

společné:
| 1957/09 – 1957/10       | Výstava stipendistů, Mánes, Praha |
| 1958–1959               | Umění mladých výtvarníků Československa 1958. Obrazy a plastiky, Jízdárna Pražského hradu, Praha                                                                  |
| 1958/05/18 – 1958/06/29 | Umění mladých výtvarníků Československa 1958. Obrazy a plastiky, Dům umění města Brna, Brno (Brno-město)                                                          |
| 1962/09/07 –            | Vladimír Suchý: Obrazy, Otakar Petroš: Sochy, Galerie na Karlově náměstí, Praha                                                                                   |
| 1967/07/13 – 1967/08/20 | Vladimír Suchý: Obrazy; Otakar Petroš: Sochy, Galerie Československý spisovatel, Praha                                                                            |
| 1967/11/06 – 1967/11/26 | Umělci k výročí Října, Bruselský pavilon, Praha |
| 1968/11/05 – 1968/12/08 | 300 malířů, sochařů, grafiků 5 generací k 50 létům republiky, Praha, Praha                                                                                        |
| 1969/09/23 – 1969/10/28 | 2. pražský salón obrazů, soch a grafik, Dům U Hybernů, Praha |
| 1970/09/30 – 1970/11/01 | Výtvarníci Prahy 3 a 10, Galerie bratří Čapků, Praha |
| 1971/03/13 – 1971/04/04 | Výstava výtvarníků Prahy 3 a 10, Divadlo Zdeňka Nejedlého, výstavní síň, Chrudim (Chrudim)                                                                        |
| 1973                    | Obrazy o lidech, Východočeská galerie v Pardubicích, Pardubice (Pardubice)                                                                                        |
| 1973/02 – 1973/03       | Výtvarní umělci k 25. výročí Února, Praha, Praha |
| 1974/04 – 1974/05       | Mládí na obrazech a plastikách Východočeské galerie, Východočeská galerie v Pardubicích, Pardubice (Pardubice)                                                    |
| 1974/09/05 – 1974/11/17 | Portrét ze sbírek Galerie hlavního města Prahy, Staroměstská radnice, Praha                                                                                       |
| 1975                    | České výtvarné umění v boji proti fašismu a válce, Malá pevnost, Terezín (Litoměřice)                                                                             |
| 1975/05 – 1975/07       | Výtvarní umělci k 30. výročí osvobození Československa Sovětskou armádou, Praha, Praha                                                                            |
| 1975/10/31 – 1975/11/23 | Českí a slovenskí umelci k 30. výročiu oslobodenia, Dom kultúry, Bratislava (Bratislava)                                                                          |
| 1976/03 – 1976/04       | Žena v současné tvorbě, Výsledky výtvarné soutěže k Mezinárodnímu roku ženy, Praha, Praha                                                                         |
| 1976/10/15 – 1976/12/12 | Obrazy a plastiky ze sbírek Galerie hlavního města Prahy (Výběr z přírůstků 1970–1975, díl. II), Staroměstská radnice, Praha                                      |
| 1977/11/28 – 1978/01/15 | Výtvarní umělci Velikému říjnu, Praha, Praha |
| 1978/02 – 1978/05       | Umění vítězného lidu. Přehlídka současného československého výtvarného umění k 30. výročí Vítězného února, Praha, Praha                                           |
| 1978/04/01 – 1978/04/23 | Tshekkoslovakian nykytaidetta / Nutidskonst fran Tjseckoslovakien, Helsingin Taidehalli / Helsingfors Konsthall, Helsinky (Helsinki)                              |
| 1978/05/06 – 1978/05/21 | Pittura céca contemporanea, Palazzo del Monte, Padova (Padua) |
| 1979/04/29 – 1979/06/10 | Dítě ve výtvarném umění, Východočeská galerie, Pardubice (Pardubice)                                                                                              |
| 1979/09 – 1979/10       | Výtvarní umělci dětem, Praha, Praha |
| 1979/12 – 1980/01       | Nové obrazy, plastiky a grafika (přírůstky z let 1971–1979), Výstavní a koncertní síň Bedřicha Smetany, Ústí nad Labem (Ústí nad Labem)                           |
| 1979/12/16 – 1980/01/13 | Česká portrétní malba 20. století, Dům pánů z Kunštátu, Brno (Brno-město)                                                                                         |
| 1980/01 – 1980/03       | Nové obrazy, plastiky a grafika (přírůstky z let 1971–1979), Severočeská galerie výtvarného umění v Litoměřicích, Litoměřice (Litoměřice)                         |
| 1980/05 – 1980/06       | Čeští umělci proti fašismu a válce, Galerie výtvarného umění v Hodoníně, Hodonín (Hodonín)                                                                        |
| 1980/05/09 – 1980/06/01 | Tshekkoslovakialaisia kuvia / Tjeckoslovakiska bilder, Helsingin Taidehalli / Helsingfors Konsthall, Helsinky (Helsinki)                                          |
| 1980/06 – 1980/10       | Výtvarní umělci k 35. výročí osvobození Československa Sovětskou armádou, Praha, Praha                                                                            |
| 1980/06/13 – 1980/07/31 | Tshekkoslovakialaisia kuvia / Tjeckoslovakiska bilder, Wäinä Aaltosen museo, Turku                                                                                |
| 1980/07/06 – 1980/08/10 | Zeitgenössische Kunst aus der Tschechoslowakei, Wessenberghaus, Kostnice (Konstanz)                                                                               |
| 1981/05 – 1981/06       | Hudba a výtvarné umění, Alšova síň Umělecké besedy, Praha |
| 1981/10 – 1981/11       | Malířský a sochařský portrét: Sbírka umění 20. století Severočeské galerie, Severočeská galerie výtvarného umění v Litoměřicích, Litoměřice (Litoměřice)          |
| 1983/02 – 1983/03       | Výtvarní umělci životu a míru. Výstava malířství, sochařství, grafiky a užitého umění k 35. výročí Vítězného února, Praha, Praha                                  |
| 1983/07                 | Žena věčná inspirace umění, Výstavní síň výtvarného umění, Most (Most)                                                                                            |
| 1983/09/15 – 1983/11/06 | 20 let Galerie hlavního města Prahy, Staroměstská radnice, Praha                                                                                                  |
| 1983/12/21 – 1984/02/26 | Středočeská galerie – přírůstky sbírek 1972–1983, Středočeská galerie, Praha                                                                                      |
| 1984/03                 | Žena věčná inspirace umění, Severočeská galerie výtvarného umění v Litoměřicích, Litoměřice (Litoměřice)                                                          |
| 1985/02/19 – 1985/03/31 | České umění 20. století z přírůstků Moravské galerie v Brně z let 1978/1985, Dům umění města Brna, Brno (Brno-město)                                              |
| 1985/05 – 1985/09       | Vyznání životu a míru. Přehlídka československého výtvarného umění k 40. výročí osvobození Československa Sovětskou armádou, Praha, Praha                         |
| 1985/09 – 1985/10       | Vyznání životu a míru. Přehlídka československého výtvarného umění k 40. výročí osvobození Československa Sovětskou armádou, Dom kultúry, Bratislava (Bratislava) |
| 1987/03/05 – 1987/04/12 | Obrazy a sochy. Výstava pražských členů Svazu českých výtvarných umělců, Mánes, Praha                                                                             |
| 1987/04/29 – 1987/06/28 | Český portrét 1877–1987, Středočeská galerie, Praha |
| 1988/02/18 – 1988/04/03 | Lidé – život – práce. Výtvarná díla ze sbírek Ústřední rady odborů, Mánes, Praha                                                                                  |
| 1988/04 – 1988/05       | Z pokladů Severočeské galerie: Výstava ke 30. výročí otevření galerie, Severočeská galerie výtvarného umění v Litoměřicích, Litoměřice (Litoměřice)               |
| 1989/01/12 – 1989/01/29 | Suvreme Čehoslovačko slikarstvo, Galerija Karas, Záhřeb (Zagreb)                                                                                                  |
| 1990/02/14 – 1990/04/08 | Výtvarné tendence, Středočeská galerie, Praha |
| 2005/10/13 – 2005/10/23 | Aukce Oficiální umění 1960–1989, Výstava dražených uměleckých děl, Galerie Peron, Praha                                                                           |
| 2019/05/25 – 2019/06/28 | La forma dell'ideologia. Praga: 1948–1989, Palazzo del Governatore, Parma                                                                                         |
|                         | |